# Röthlein
Röthlein är en kommun och ort i Landkreis Schweinfurt i Regierungsbezirk Unterfranken i förbundslandet Bayern i Tyskland.  Röthlein har cirka 4 500 invånare.

## Administrativ indelning
Röthlein består av tre Ortsteile: Heidenfeld, Hirschfeld och Röthlein. I Heidenfeld finns Kloster Heidenfeld, som grundades år 1069.